# Nasirabad
Nasirabad is een stad en gemeente in het district Ajmer van de Indiase staat Rajasthan. 

## Demografie
Volgens de Indiase volkstelling van 2001 wonen er 49.111 mensen in Nasirabad, waarvan 58% mannelijk en 42% vrouwelijk is. De plaats heeft een alfabetiseringsgraad van 75%. 